# Паламиди
Паламиди (на гръцки: Παλαμήδι) е венецианска крепост над Навплио.
Издига се над самия град на непристъпен хълм с надморска височина 216 m. На мястото са съществували предходни укрепления още от 2 век пр.н.е.
Крепостта е завършена и въведена в експлоатация от венецианците през 1667 г. в критската война, и във времето когато е превзета от османците Кандия и усвоен остров Крит. Паламиди се считала за върховно постижение на инженерно-фортификационната мисъл и дело за времето си, както и за най-якото укрепление в Източното Средиземноморие. Проектът ѝ е дело на Августино Сагредо, а изпълнението ѝ на двама френски инженери – Giaxich и La Salle.
По време на последната венецианско-турска война (1714-1718) /през 1715 г./, Паламиди е превзета от османците и остава във владение на султана до деня на свети Андрей на 29 ноември 1822 г. когато обсаждащите я въстаници под командването на Стайкос Стайкопулос я овладяват, с което Навплио става първата столица и символ на свободата за съвременна Гърция. Подвигът им смайва Европа и света по това време.